# 鳥取市営サッカー場
鳥取市営サッカー場（とっとりしえいサッカーじょう）は、鳥取県鳥取市にあるサッカー専用スタジアム。施設は鳥取市が所有し、一般財団法人鳥取県サッカー協会が指定管理者として運営管理を行っている。
愛称はバードスタジアム。
なお、鳥取市に本社を置く株式会社アクシスが命名権を取得しており、2020年（令和2年）4月1日から「Axisバードスタジアム」（アクシスバードスタジアム、略称「Axis」）の呼称を用いている（後述）。

## 歴史
1995年（平成7年）開場。愛称「バードスタジアム」は、所在地「鳥取」と「はばたく鳥」をイメージして命名された。

## 施設概要
- 収容人員：16,033人
  - メインスタンド：6,367人、バックスタンド：6,610人、サイドスタンド：3,056人[1]
  - メイン・バックスタンドは座席、サイドスタンド（ゴール裏）は立見席。
  - 観客席からピッチまでの距離は最も短い場所で約5メートルである[2]。
- スコアボード：オーロラビジョン（2013年3月設置）
  - 2012年度までの仕様はフリーボードではない磁気反転のもので、氏名の表記や各種案内は表示できなかったため、選手名表記はゴール裏付近にパネルを張って対応した。同じようなことはJリーグの本拠についてはかつてのさいたま市大宮公園サッカー場、鳥栖スタジアム（上述2箇所は現在は大型ビジョンがある）、大分市営陸上競技場、北九州市立本城陸上競技場など。
  - ガイナーレの試合では、2011年から2012年までリボンビジョン[3] を導入し、簡易動画、および氏名表記や各種表示も一行表示であるが可能となった。
  - 2013年より設置された大型映像装置[4] は、バードスタジアム国際交流基金を全額取り崩した上での施設改善工事の一環[5] であった。
- 照明設備：4基（最大照度1500Lx）[1]

周辺に田が多い環境に立地しており、「田んぼの中」という形容がメディア報道でなされることがある。元々はインターハイのサッカー会場のため、収容人数3000人程度、メインスタンド以外は芝生席の予定だったが建設時期がJリーグ開幕と重なったため、Jリーグ開催規格を満たすスタジアムへと計画変更された。この他、路面が土のサブグラウンドが隣接しており、ガイナーレのホームゲーム開催時には専用駐車場（有料。駐車券事前販売制）として使用されている。
収容人員はJ1基準（15,000人）を満たす16,033人収容であるが、消防条例上のキャパシティーはそれよりも実際には少なくJリーグでは入場可能人数を11999人としている。J1基準を満たすには更なる収容人員の増加が必要になるため、2013年度はJ2ライセンスのみしか取得することができなかったガイナーレがスポーツ振興くじの助成を受けて改修するように鳥取市側に要請している。
なお、2014年度にガイナーレがJ2リーグに残留するという前提のもとで座席を3000人分増設する計画が予定されていた が、J2・JFL入れ替え戦でカマタマーレ讃岐に敗れてJ3リーグへ降格することが決まったことを受けて、鳥取市は増設工事の実施を見送ると発表した
鳥取市教育委員会が明かした当初計画 によると、座席の増設はバックスタンドとホーム（ガイナーレ）側応援席のゴール裏のそれぞれ後方に設置し、スタンド全体をピッチにせり出す形での増設を想定し、事業費3億9000万円のうち、2億7000万円をスポーツ振興くじの助成金で、残りをバードスタジアム国際交流基金で賄うとしていた。
また、Jリーグライセンスではスタジアムの屋根敷設、およびトイレの数についてもB等級の審査対象としているが、いずれも提示した基準を満たしていないため、ガイナーレ鳥取に対し改善計画書の提出を求める制裁処分（是正勧告）を科したうえでリーグライセンスを発行する「事実上の条件付き交付」を行っている。なお2016年度のライセンスについては、ガイナーレの債務超過が膨らんでおり、A等級の財政面の項 に抵触し、ライセンス交付が認められない可能性があるとして、J2以上のライセンス申請は見送っている。
ガイナーレのホームゲームでの横断幕の設置スペースについては、メインスタンド最前列（中央部は広告掲示スペースのため設置不可）、ホームゴール裏（最前列は60m×3mまで、バックネットは60m×2mまで）、アウェーゴール裏（最前列は60m×3mまで、バックネットは25m×2mまで。スコアボード付近は設置不可）に限られており、広告スペースやリボンビジョンの設置の関係でバックスタンドへの設置は不可となっている。

## 開催実績
ガイナーレ（および前身のSC鳥取）のホームゲーム以外では、以下の通りである。
- 1995年全国高等学校総合体育大会（インターハイ）のサッカー競技
- Jリーグ公式戦（鹿島アントラーズ、京都サンガF.C.、セレッソ大阪、ヴィッセル神戸、ファジアーノ岡山FC、サンフレッチェ広島F.Cの主催ゲームを開催）
- 2002 FIFAワールドカップエクアドル代表のキャンプ地
- 2002年5月23日：国際親善試合：エクアドル代表×セネガル代表
- 天皇杯全日本サッカー選手権大会
- 第32回全国地域サッカーリーグ決勝大会（2008年）・グループCの試合会場
- 2018年11月11日：国際親善試合：日本女子代表×ノルウェー女子代表[14]

## 命名権
鳥取市は、2007年10月1日から11月30日まで命名権を公募していたが期間中には応募者が現れず、締切後の12月4日に鳥取市に本社を置く地方銀行の鳥取銀行が命名権を取得し、2008年1月17日に契約に調印した。2008年4月1日から3年間（年額300万円）の契約で、「とりぎんバードスタジアム」の呼称を使用することとなり、鳥の翼を模したシンボルマークも制定された。その後2011年、2014年、2017年と同条件で鳥取銀行と契約を更新し、2020年3月31日まで続いた。
鳥取銀行は2020年の命名権契約更新時に契約更新を見送り、鳥取市では2019年11月1日から11月29日にかけて新たな命名権者を募集。4社から応募があった中で、鳥取市に本社を置き、システム開発・ITコンサルティング等を手がけ、ガイナーレ鳥取のユニフォームスポンサーでもあった株式会社アクシスが優先交渉権を獲得。2020年1月24日に契約調印を行った。新たな命名権名称は「Axisバードスタジアム」（アクシスバードスタジアム）で、契約期間は2020年4月1日から5年間、契約額は年500万円（税別）。

## アクセス

### バス
- JR山陰本線鳥取駅より路線バス（6・7番乗り場）（路線番号：66・67・67H・76）で「バードスタジアム」下車、徒歩1分[20][21][22]
- JR山陰本線鳥取駅より路線バス（9番乗り場）（路線番号：91・91H・93・93H・94）で「国安」下車、徒歩7分[22]

### 自動車
- JR山陰本線鳥取駅南口よりタクシーで約10分[20][21][22]

### その他
- ガイナーレはホームゲーム開催時に有料シャトルバスを運行している。

## バードスタジアム国際交流基金
当サッカー場の建設竣工に際して当サッカー場で行われる各種球技やイベントの開催を通して、子供たちの国際感覚醸成と世界への情報発信を目指すことを目的として、バードスタジアム国際交流基金が設立された。基金造成額は鳥取市・鳥取県でそれぞれ2億円ずつの4億円
このうち、2002年にはワールドカップに出場したサッカーエクアドル代表のキャンプ地としての招致経費として6,300万円を取り崩し、2010年にJリーグに加盟したガイナーレへ7,000万円の助成が行われた（2008年、2009年はJ2昇格を逃したため、助成は凍結されていた）。また、前述のように上記基金を全額取り崩した上で、2012年度以降スタジアムの施設改修が随時行われている。

## エピソード
- 2002年（平成14年）12月22日、当時ジュビロ磐田の選手だった高原直泰がバードスタジアムで行われた天皇杯4回戦の試合終了後、同スタジアム内の一室にてハンブルガーSVの契約書にサインし、移籍が正式に決まった[24]。
- 2003年（平成15年）12月20日に行われた第83回天皇杯4回戦（清水エスパルス×湘南ベルマーレ）は、前日からの降雪の影響で朝からピッチ内外の除雪作業に追われ、その結果、キックオフがおよそ1時間延期になり、予定されていたNHKでの生中継が録画中継に差し替えられた。また試合球も色つき（黄色）で行われた。更にバスツアーを組んで来る予定だった湘南ベルマーレの多くのサポーターも、開始時刻が遅れたにもかかわらず積雪等に起因する交通事情の悪化等によりキックオフに間に合わなかった。
- 2009年（平成21年）10月7日に行われたJ2第44節のファジアーノ岡山FC×栃木SCの試合において、水曜日のナイトゲームで岡山が初の県外開催そして台風18号の直撃も重なって、従来の記録を4人下回る入場者数615人のJ2史上最少の観客数となった[25]。
- 鳥取市営サッカー場での最多観客は、1995年（平成7年）12月10日に行われた第75回天皇杯2回戦・ヴェルディ川崎×筑波大学で12,983人。Jリーグのリーグ戦に限ると、1998年（平成10年）9月15日に行われた2ndステージ第5節、京都パープルサンガ×ジュビロ磐田の12,371人である。
- 2015年から3年間「とりスタでのシーズン最終節で、ガイナーレと戦ったアウェーチーム（2015年の山口、2016年の大分、2017年の秋田）が優勝決定」という状況が連続した[26]。

## ギャラリー

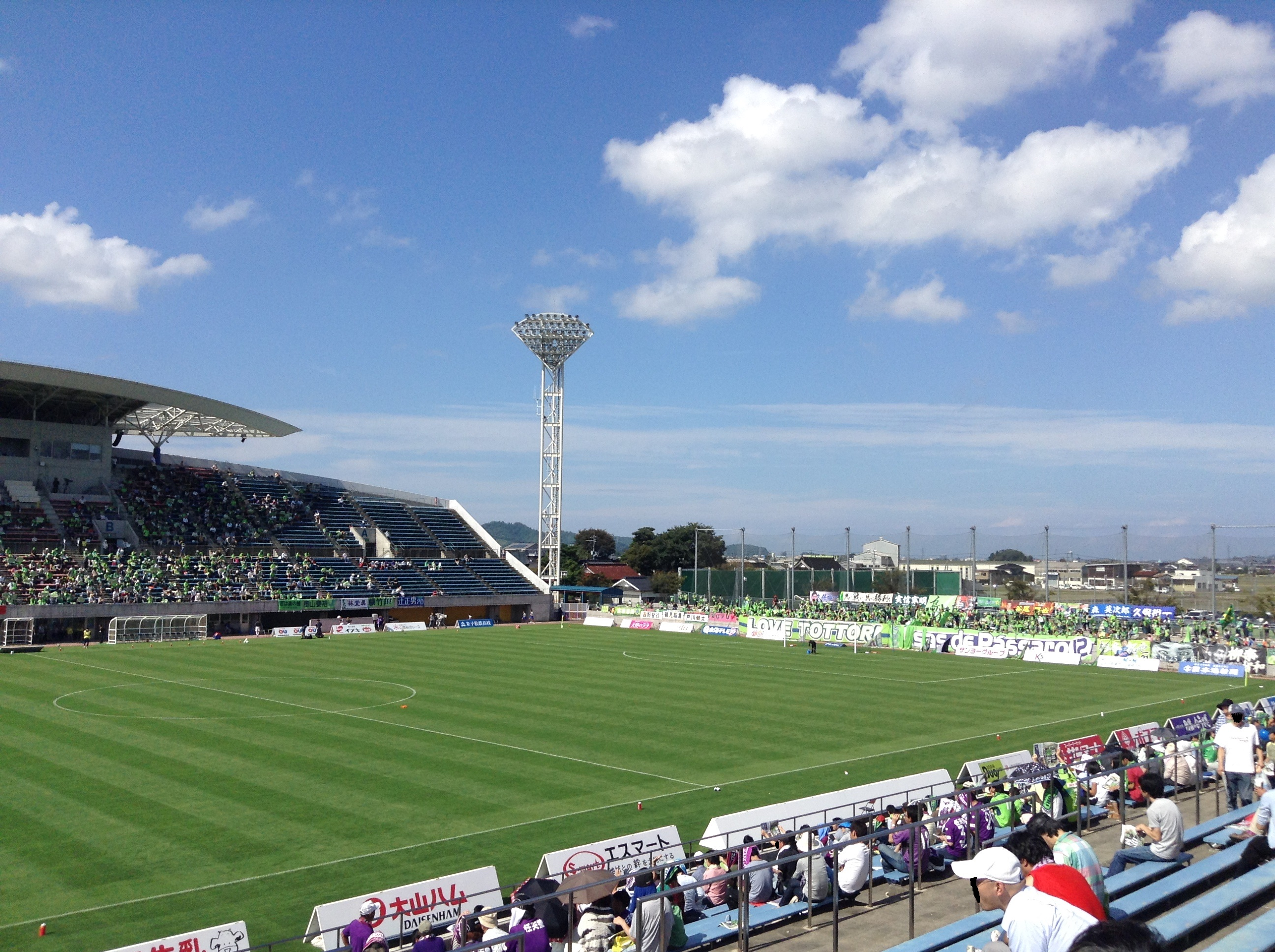
Jリーグ公式戦開催時の北側サイドスタンド（ホーム側ゴール裏席）およびガイナーレのサポーター。
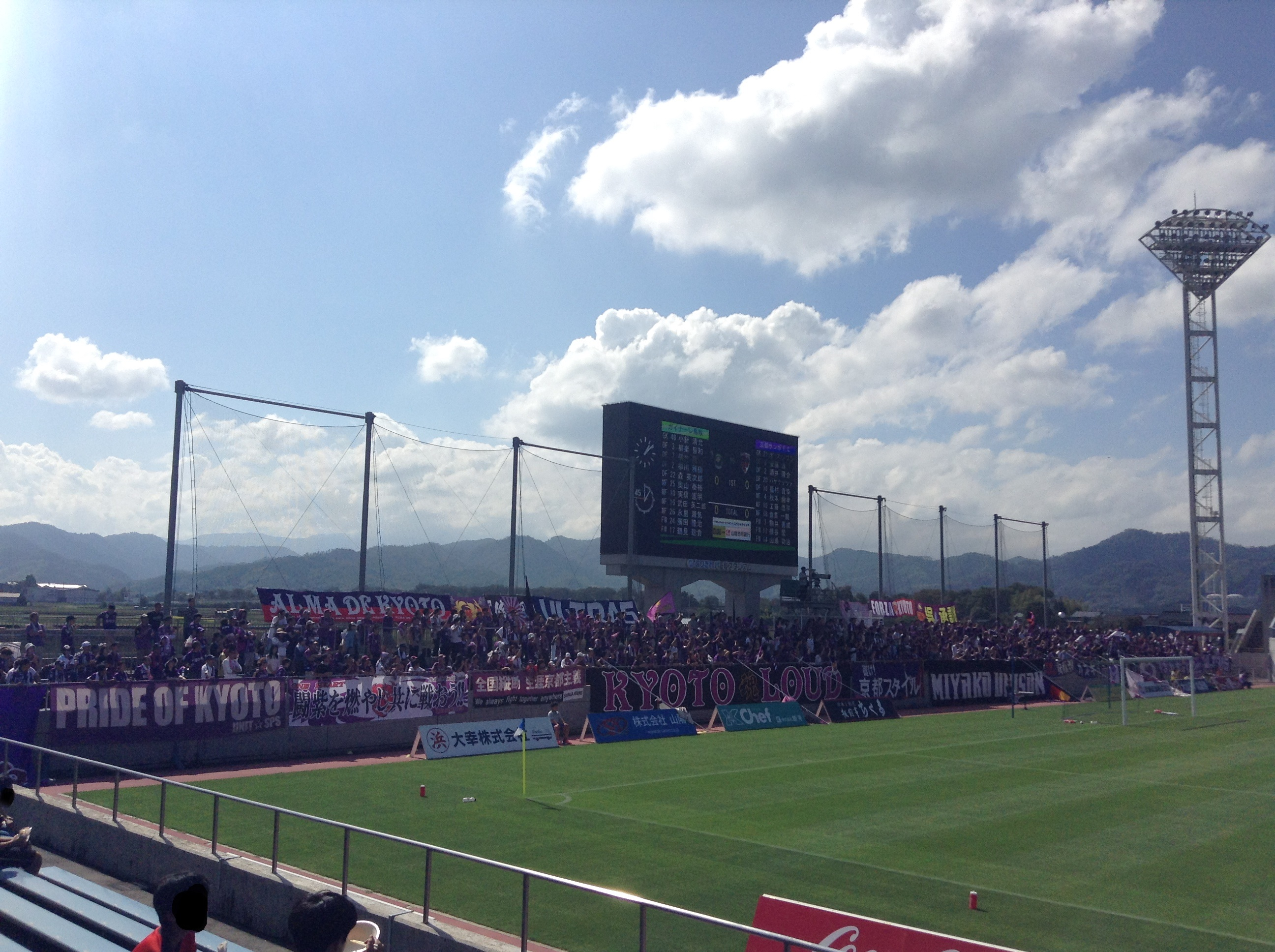
南側サイドスタンドおよび2013年に設置された大型映像装置。
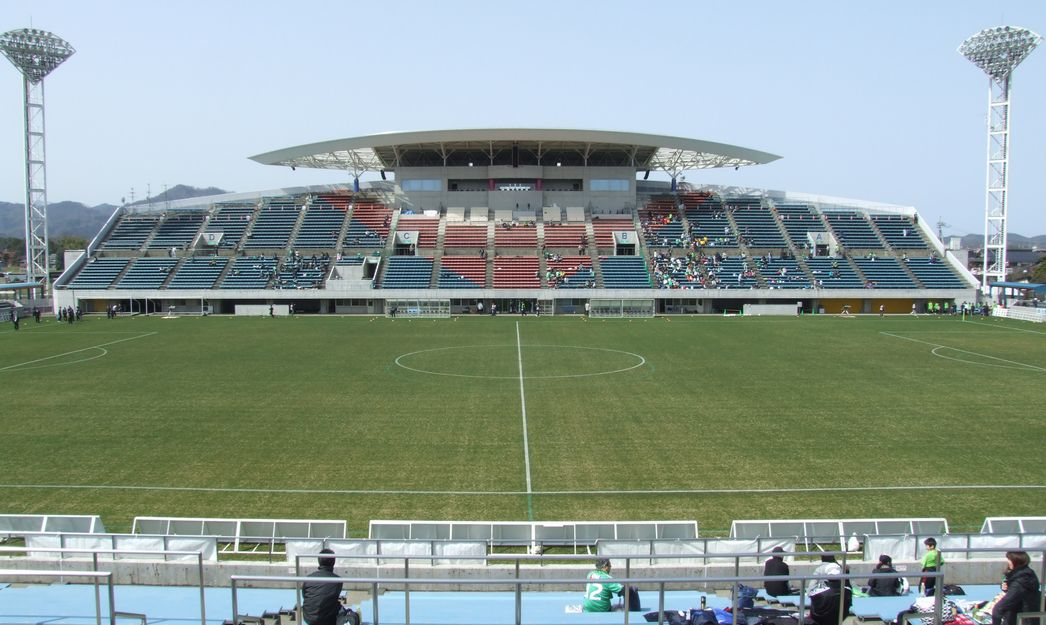
2010年時点の鳥取市営サッカー場。